# 新城街道 (郑州市)
新城街道，是中华人民共和国河南省郑州市惠济区下辖的一个乡镇级行政单位。

## 行政区划
新城街道下辖以下地区：
毛庄村、固城村、宋庄村、胖庄村、贾河村、弓寨村、东赵村、常庄村和李西河村。